# NGC 104
NGC 104 је збијено звездано јато у сазвежђу Тукан које се налази на NGC листи објеката дубоког неба.
Деклинација објекта је - 72° 4' 49" а ректасцензија 0h 24m 5,2s. Привидна величина (магнитуда) објекта NGC 104 износи 4,0. NGC 104 је још познат и под ознакама GCL 1, ESO 50-SC9, 47 Tuc.